# آرال (شهرستان نوکت)
آرال (به قرقیزی: Арал، ارال) یک منطقهٔ مسکونی در قرقیزستان است که در شهرستان نوکت واقع شده‌است. آرال ۱٬۶۹۷ نفر جمعیت دارد و ۱٬۲۲۴ متر بالاتر از سطح دریا واقع شده‌است.